# 長谷 (鎌倉市)
長谷（はせ）は神奈川県鎌倉市鎌倉地域にある大字。現行行政地名は長谷一丁目から長谷五丁目。住居表示実施済み区域。

## 地理・歴史
東西に長谷小路（現在の由比ガ浜大通りの一部）、南北に大仏切通と極楽寺坂切通を結ぶ神奈川県道32号藤沢鎌倉線が通じ、長谷寺の門前で交わっている。
地名の由来は、当地に建立された長谷寺にちなむ。吾妻鏡には地名の記載が見られない。もともとは「玉縄」もしくは「甘縄」と呼ばれる地域だったと推測される。初出は元弘3年（1333年）の上杉家文書の押紙で、「山内荘長谷郷」との記載がある。
明治以降、深沢と甘縄双方の土地を一部ずつ併せて長谷村が成立した。江ノ島参詣の経路であった長谷界隈は、高徳院（鎌倉大仏）や坂東三十三箇所の第四番札所である長谷寺への参拝者が絶えなかった。
明治22年（1889年）の町村制により長谷村は西鎌倉村の大字となる。昭和14年（1939年）に鎌倉市の大字となる。昭和47年（1972年）10月1日の住居表示により、長谷1～5丁目の新町名が生まれた。
明治以降、横須賀線が開通すると鎌倉御用邸の造成も相まって、政界、財界、官僚、軍人、皇族、華族などが別荘を競って構えるようになった。長谷には鎌倉文学館（旧前田侯爵家別邸）や鎌倉市長谷子ども会館（旧諸戸邸）が現存している。また長谷ではないが、付近に旧華頂宮邸（浄明寺2丁目）、古我邸（旧荘邸）（扇ガ谷1丁目）などがある。現在は別荘地というよりも鎌倉大仏や長谷寺などへの観光客が多い。別荘の所有者に対する商業活動を行ってきた古い店舗が、今でも由比ガ浜大通りに点在している。

### 地価
住宅地の地価は、2023年（令和5年）1月1日の公示地価によれば、長谷1-11-41の地点で31万8000円/m2、長谷5-8-10の地点で28万5000円/m2となっている。

## 世帯数と人口
2023年（令和5年）9月1日現在（鎌倉市発表）の世帯数と人口は以下の通りである。
| 丁目       | 世帯数    | 人口    |
| ---------- | --------- | ------- |
| 長谷一丁目 | 348世帯   | 769人   |
| 長谷二丁目 | 816世帯   | 1,679人 |
| 長谷三丁目 | 153世帯   | 380人   |
| 長谷四丁目 | 127世帯   | 236人   |
| 長谷五丁目 | 355世帯   | 875人   |
| 計         | 1,799世帯 | 3,939人 |

### 人口の変遷
国勢調査による人口の推移。
| 年                 | 人口  |
| ------------------ | ----- |
| 1995年（平成7年）  | 3,977 |
| 2000年（平成12年） | 3,907 |
| 2005年（平成17年） | 4,045 |
| 2010年（平成22年） | 4,116 |
| 2015年（平成27年） | 4,074 |
| 2020年（令和2年）  | 4,043 |

### 世帯数の変遷
国勢調査による世帯数の推移。
| 年                 | 世帯数 |
| ------------------ | ------ |
| 1995年（平成7年）  | 1,479  |
| 2000年（平成12年） | 1,538  |
| 2005年（平成17年） | 1,680  |
| 2010年（平成22年） | 1,731  |
| 2015年（平成27年） | 1,754  |
| 2020年（令和2年）  | 1,813  |

## 学区
市立小・中学校に通う場合、学区は以下の通りとなる（2017年7月時点）。
| 丁目       | 番地                            | 小学校                 | 中学校             |
| ---------- | ------------------------------- | ---------------------- | ------------------ |
| 長谷一丁目 | 全域                            | 鎌倉市立第一小学校     | 鎌倉市立御成中学校 |
| 長谷二丁目 | 1～14番 19番1～3号 19番27～29号 | 鎌倉市立第一小学校     | 鎌倉市立御成中学校 |
| 長谷二丁目 | 15～18番 19番4～26号 20～22番   | 鎌倉市立稲村ケ崎小学校 | 鎌倉市立御成中学校 |
| 長谷三丁目 | 12番                            | 鎌倉市立稲村ケ崎小学校 | 鎌倉市立御成中学校 |
| 長谷三丁目 | 1～11番                         | 鎌倉市立第一小学校     | 鎌倉市立御成中学校 |
| 長谷四丁目 | 全域                            | 鎌倉市立御成小学校     | 鎌倉市立御成中学校 |
| 長谷五丁目 | 全域                            | 鎌倉市立御成小学校     | 鎌倉市立御成中学校 |

## 事業所
2021年（令和3年）現在の経済センサス調査による事業所数と従業員数は以下の通りである。
| 丁目       | 事業所数  | 従業員数 |
| ---------- | --------- | -------- |
| 長谷一丁目 | 80事業所  | 299人    |
| 長谷二丁目 | 89事業所  | 336人    |
| 長谷三丁目 | 49事業所  | 426人    |
| 長谷四丁目 | 14事業所  | 99人     |
| 長谷五丁目 | 14事業所  | 98人     |
| 計         | 246事業所 | 1,258人  |

### 事業者数の変遷
経済センサスによる事業所数の推移。
| 年                 | 事業者数 |
| ------------------ | -------- |
| 2016年（平成28年） | 273      |
| 2021年（令和3年）  | 246      |

### 従業員数の変遷
経済センサスによる従業員数の推移。
| 年                 | 従業員数 |
| ------------------ | -------- |
| 2016年（平成28年） | 1,395    |
| 2021年（令和3年）  | 1,258    |

## 交通

### 鉄道
- 江ノ島電鉄  江ノ島電鉄線
  - 長谷駅

### 道路
- 国道134号
- 神奈川県道32号藤沢鎌倉線
- 神奈川県道311号鎌倉葉山線

## 施設

### 寺社・旧跡
- 高徳院（鎌倉大仏）
- 長谷寺
- 甘縄神明神社
- 光則寺
- 収玄寺
- 鎌倉文学館
- 旧華頂宮邸
- 旧川端康成邸

### その他
- 鎌倉警察署 長谷交番

## 著名な住民
- 川端康成（ノーベル文学賞日本人初の受賞者作家・文化勲章受章・鎌倉市名誉市民）1946年（昭和21年）47歳の時に鎌倉最後の居住した地域、鎌倉市長谷264番地、現在はこの番地は存在しない。長谷には川端康成記念会がある。
- 岡村文子
- 桂木洋子
- 林房雄
- 吉屋信子

## その他

### 日本郵便
- 郵便番号 : 248-0016[3]（集配局 : 鎌倉郵便局[18]）。